# Гриневецкий, Владимир Трифонович
Владимир Трифонович Гриневецкий (род. 20 июня 1932 года в Берёзовке) — советский и украинский физико-географ, ландшафтовед, старший научный сотрудник Киевского национального университета имени Тараса Шевченко.

## Биография
Родился 20 июня 1932 года в селе Берёзовка, Бершадский район, Винницкая область. С отличием окончил в 1958 году географический факультет Киевского университета, в 1969 году — аспирантуру университета. Работал в почвоведческой экспедиции географического университета научно-исследовательской секции инженером, старшим инженером-почвоведом, главным инженером. В 1958—1966 годах начальник экспедиции. Участвовал в картографировании почвенного покрова, составлении и редактировании крупномасштабных карт почв, сельскохозяйственных типов земель, тематических картограмм 17 районов Житомирской, Киевской и Кировоградской областей Украины, Читинской и Новосибирской областей России, Восточно-Казахстанской — Казахстана. Работал в научно-исследовательской группе прикладной физической географии географического факультета Киевского университета. Кандидатская диссертация «Ландшафтное обоснование комплексной мелиорации земель» защищена в 1989 году.
Организовал и обеспечил регулярную деятельность Каневского физико-географического стационара университета на территории государственного природного заповедника. В 1973—1977 годах на стационаре под руководством Гриневецкого регулярно проводились наблюдения по программе комплексной летописи природы. Материалы наблюдений положены в основу разработки межфакультетской темы «Биогеоценоз Каневского государственного заповедника…».
В 1977—1980 годах работал на географическом факультете старшим научным сотрудником научно-исследовательской службы — ответственным за выполнение заказанной Киевпроектом темы «Природные условия Центральной территориальной зоны Киевской области: Проект районной планировки».
В 1966—1980 годах преподавал на кафедре физической географии по совместительству. Разработал программы и методические указания по курсам — «Мелиоративной географии», «Мелиоративной географии СССР». Читал курсы: «Общее землеведение», «Физическая география Украины», «География почв СССР». Руководил полевой почвенно- и ландшафтоведческой практикой студентов, написанием курсовых и дипломных работ. В 1971—1980 годах — куратор научного студенческого общества географического факультета Киевского университета. С 1980 года работает в отделе физической географии (ландшафтоведения) Отделения географии АН УССР. На созданном с участием Гриневецкого и возглавляемом им с 1981 года Дымерском комплексном географическом стационаре Института географии НАН Украины получена важная ландшафтоведческо-геофизическая и геохимическая наблюдательная и экспериментальная информация о полесских ландшафтах и динамике их состояний в течение 1981—2009 годов. В 1985 году на исследовательском полигоне работала одна из секций VIII съезда Географического общества СССР. Член Украинского географического общества, в 1995—2000 годах — член президиума, в 2000—2004 — член учёного совета.
Награждён Почетными грамотами Президиума географического общества СССР, Президиума НАН Украины и Центрального комитета профсоюза НАН Украины.
Автор более 200 научных трудов, 60 энциклопедических статей УСЭ, а также Географической энциклопедии Украины (1989—1993); Экологической энциклопедии (2006—2008); Энциклопедии современной Украины (2003—2008).

## Труды
- Канівський державний заповідник. Путівник / Погребенник Василь Петрович, Гриневецький Володимир Трифонович, Яценко Микола Павлович, Шищенко Петро Григорович. — Дніпропетровськ: «Промінь», 1978. — 80 с. — 50 000 экз.
- Использование и охрана природной среды Среднего Приднепровья: Монография. — К., 1986 (в соавторстве).
- Конструктивно-географические основы рационального природопользования в Украинской ССР. Киевское Приднепровье: Монография. — К., 1988 (в соавторстве).
- Стаціонарні геофізичні і геохімічні дослідження ландшафтів Київського Полісся: Монографія. — К., 1994 (в соавторстве).